# 小行星24130
小行星24130（24130 Alexhuang）是一颗绕太阳运转的小行星，为主小行星带小行星。该小行星于1999年11月19日发现。

## 轨道参数
小行星24130的轨道半长轴为334 446 134 km，2.2356025 UA，离心率为0.117。